# The Electric Prunes
The Electric Prunes sono un gruppo musicale statunitense, tra i primi ad aver portato la sperimentazione psichedelica al grande pubblico alla fine degli anni '60.
Contribuirono alla colonna sonora del film Easy Rider con la traccia Kyrie Eleison.

## Storia del gruppo

### Le origini
Nel 1965 a Nord di Los Angeles, nella San Fernando Valley, James Lowe, Mark Tulin e Ken Williams si incontrano e decidono di formare una band.
L'obiettivo non è quello di eseguire cover di brani già famosi, come in uso tra i gruppi emergenti dell'epoca, bensì di concentrarsi nella registrazione di pezzi loro da poter suonare alle feste.
il primo batterista, Steve Acoff, viene espulso perché preferisce andare a fare surf invece che presentarsi alle prove, così Lowe presenta agli altri il suo vicino proveniente dal Kansas, Mike Weakley, il quale introduce un marcato feel rhythm and blues alla batteria.
Con Dick Hargrave alle tastiere nascono i The Sanctions, che cambieranno poi nome in Jim & The Lords nel 1966.
Hargrave lascia il posto al chitarrista James Spagnola detto Weasel,  quindi con Weasel e Williams alle chitarre, Tulin al basso, Jim Lowe alla voce e all'armonica e Weakley alla batteria, i "Jim & The Lords" provano nel garage di Weakley e suonano in alcuni locali prima di conoscere Russ Bottomley, un amico di Lowe, che possiede uno studio di registrazione casalingo: qui sarà registrato The Sanctions/Jim and The Lords, un album dal suono molto grezzo che affonda le sue radici nel blues e nel surf rock.
La svolta arriva alla festa di compleanno di un loro amico (marito di Annette Tucker, una delle autrici di Too Much to Dream), dove il gruppo incontra Dave Hassinger, un tecnico del suono della RCA che lavora con i Rolling Stones e con il quale si recano a Los Angeles.
Hassinger decide di aiutare il gruppo a registrare un album, ma prima consiglia loro di analizzare il modo di suonare di gruppi come The Byrds e Beatles, così da avere punti di riferimento e ricercare un sound personale.

### Il successo
Dopo mesi di prove intensive viene pubblicato il singolo Ain't it hard/Little Olive e il gruppo viene messo sotto contratto dalla Reprise records con la condizione di cambiare nome: The Electric Prunes. Mike Weakley rifiuta di firmare per la casa discografica e lascia il gruppo in favore di Preston Ritter.
Il singolo Ain't It Hard non ha successo ma Hassinger dà al gruppo diverse altre canzoni su cui lavorare, una di queste è I Had Too Much to Dream (Last Night), canzone che sarà definita dagli addetti ai lavori come "the weird one" (quella strana) e, supportata dal 
B-side Luvin, diventerà la prima hit estratta dal loro primo vero album, facendo conoscere il gruppo in tutta la costa pacifica verso la fine del '66.
Nel 1967 l'album gode di una certa popolarità a livello nazionale, tranne che nella costa Est dove è considerato troppo strano, ma il successo ottenuto porta la band a intraprendere un tour per tutta la costa Ovest, dividendo il palco con The Beach Boys, Cream, Lovin' Spoonful, Steppenwolf, Jefferson Airplane e Buffalo Springfield.
Gli Electric Prunes rimangono in tour per tutto l'anno fermandosi solo per registrare il loro secondo LP Underground, da cui verrà estratta la loro seconda hit Get Me To The World On Time, un successo maggiore rispetto al primo album e una maggiore attenzione da parte della costa Est.
Durante la session di registrazione di Underground avviene la rottura con Dave Hassinger, infatti il produttore vorrebbe sfornare un'altra hit mentre la band decide di mettersi sulla via della sperimentazione, tentando di usare il maggior numero possibile di strumenti e tecniche sperimentali.

### "Mass in F Minor" e lo scioglimento
Nel frattempo Mike Weakley, ora conosciuto come Quint, riprende il suo posto alla batteria e Weasel lascia il gruppo per motivi di salute in favore di Mike Gannon.
Underground viene accolto con indifferenza, ma la band continua a calcare i palchi della scena americana persistendo con il lavoro in studio.
Prima di partire per un tour in Europa il gruppo si impegna per un terzo ambizioso album: Mass In F Minor, completamente scritto e arrangiato da David Axelrod sul modello della messa beat rappresentata ed incisa in Italia l'anno precedente dai Barrittas, dai The Bumpers e dagli Angel and the Brains, ma, dopo la registrazione di un unico pezzo, i due chitarristi si rendono conto che ci vuole troppo tempo per imparare tutte le canzoni, perciò per l'occasione vengono sostituiti da due sessionman professionisti.
Con il tour europeo vengono pubblicati i singoli Never Had It Better e Everybody Knows You're Not In Love, viene inoltre fatta una registrazione alla radio di Stoccolma, registrazione che verrà pubblicata anni dopo con il nome di Stockholm 67, l'unica registrazione Live di quel periodo.
Arrivato in Francia Quint decide di lasciare il gruppo e rimanere in Europa, dovendo venire così sostituito da Joe Dooley per poter finire il tour.
Il 1967 si prospetta come un anno duro per gli Electric Prunes, infatti Mass In F Minor, seppur risvegliando un certo interesse nella critica, è un altro fiasco commerciale, i rapporti tra i componenti della band non sono buoni e vi sono vari sconvolgimenti di formazione, il più grave dei quali il forfait di Lowe.
Rimasti con i soli Tulin e Williams della formazione originale, gli Electric Prunes assoldano il tastierista/cantante Jeromy Stuart e il chitarrista/cantante Kenny Loggins solo per tentare un tour che sarà un disastro.
Al loro ritorno a Los Angeles, i membri originali della band non suoneranno più per oltre trent'anni.
Nel 1969 David Hassinger produrrà un album intitolato Just Good Old Rock and Roll a una band chiamata "The new improved Electric Prunes", band che non ha niente a che fare con i Prunes originali.

### Reunion
Il classico I Had Too Much to Dream (Last Night), gemma psichedelica degli Electric Prunes, continuerà ad attirare l'attenzione di fan sempre nuovi durante tutti gli anni '70, '80 e '90. Questa traccia in particolare è stata reinterpretata sia dalla band australiana Prince Vlad & the Gargoyle Impalers nei primi anni '80, che dal gruppo dark punk The Damned, da questi ultimi sotto lo pseudonimo di Naz Nomad and the Nightmares.
Gli XTC hanno registrato un pezzo, 25 O'Clock, sotto lo pseudonimo di Dukes of Stratosphear che emula il sound della canzone degli Electric Prunes.
Dopo trent'anni, i componenti originali Lowe, Tulin, Williams e Weakley si incontrano di nuovo in studio riformando la band. Iniziano un tour nel 2001, e nel 2002 pubblicano una nuova registrazione Artifact e un DVD intitolato Rewired.
Nel 2007 il trio Lowe, Tulin e Williams pubblica un CD intitolato Feedback, un delirio di tremolo e riverberi.
Walter Garces, detto "the drum guru of L.A.", ha preso il posto di Weakley per i tour e le registrazioni in studio.

## Formazione classica
- Mark Tulin - basso
- James Lowe[3] - voce
- Ken Williams - chitarra
- Mike "Quint" Weakley - batteria
- James "Weasel" Spagnola - chitarra

## Discografia
- I Had Too Much to Dream (Last Night)  - Aprile 1967
- Underground - Settembre 1967
- Mass In F Minor - Gennaio 1968 (Album a carattere religioso composto da Dave Axelrod)
- Release of an Oath 1968
- Just Good Old Rock and Roll 1969
- Long Day's Flight 1986 (Raccolta)
- Stockholm '67 (Live) 1997
- Artifact - Ottobre 2001
- Rewired  2002
- California 2004
- Feedback 2006